# Faverolles-et-Coëmy
Faverolles-et-Coëmy – miejscowość i gmina we Francji, w regionie Grand Est, w departamencie Marna.
Według danych na rok 1990 gminę zamieszkiwało 365 osób, a gęstość zaludnienia wynosiła 67 osób/km².